# Řeřicha peruánská

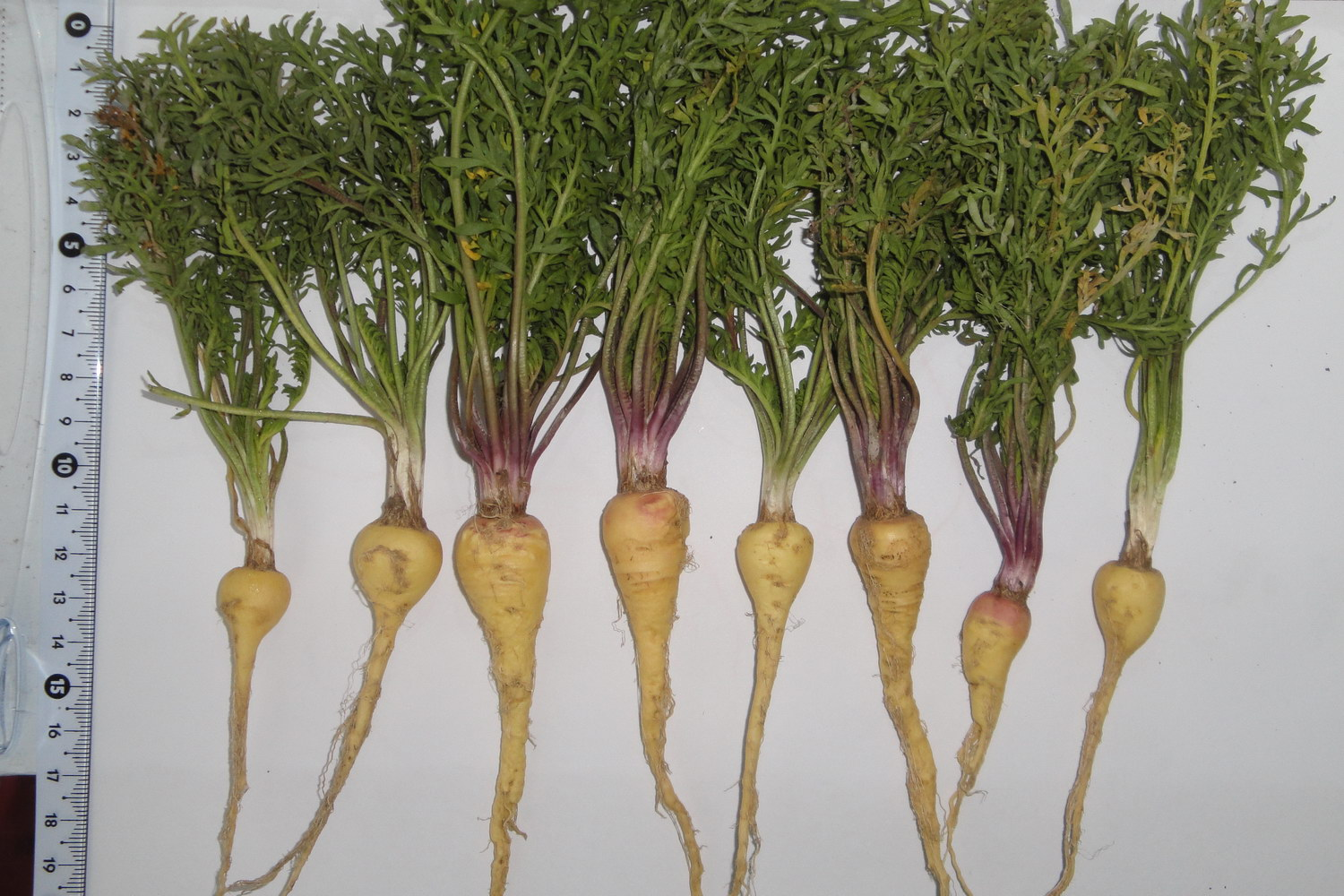
Rostliny řeřichy peruánské

Řeřicha peruánská (Lepidium meyenii) je jediná rostlina z bohatého rodu řeřicha, která má místo kořene bulvu. Někdy je uváděna pod českým jménem maka. Pochází z jihoamerických peruánských And a podle archeologických nálezů tam byla vyšlechtěna a pěstována již v době kolem jednoho a půl tisíciletí před naším letopočtem, dávno před vznikem Incké říše. Její přímí předchůdci nejsou známi, není to však žádný z planých druhů řeřichy nyní rozšířených v Andách.

## Ekologie
Bylina řeřicha peruánská je dvouletá rostlina, která ve tvrdých, vysokohorských podmínkách dobře roste i přezimuje. Během prvého (vegetativního) roku za 8 až 9 měsíců vyklíčí, vytvoří listovou růžici i bulvu a ve druhém roce (reprodukčním) vyrostou květy, rozkvetou a dozrají semena. Její vývoj není ovlivňován délkou dne.
Roste v nadmořských výškách 3500 až 4500 m na místech s velmi intenzivním slunečním svitem, prudkým větrem a v chladném počasí na kamenité či písčité a kyselé půdě (pod 5 pH). Je na výšku a chlad natolik adaptovaná, že po přesazení do oblastí na mořském pobřeží roste pomaleji. Optimální teplota pro její růst je 10 až 22 °C, je odolná proti mrazu až do -20 °C. Rostliny spotřebují pro růst hodně živin a pro zachování výnosnosti nutno půdu pravidelně obohacovat o organické živiny a minerální látky; jinak v minulosti bylo zvykem ji sázet na stejné místo až po více než pěti letech.

## Popis
Nadzemní část byliny je tvořena listovou růžici s 12 až 20 listy a redukovaným hlavním stonkem. Listy s plochými řapíky mají podlouhlé čepele jednou nebo dvakrát zpeřené a ve zralosti dlouhé 6 až 9 cm. Ve spodní části má stonek zdužnatělý hypokotyl (bulvu) spojený se ztlustlým kořenem s mnoha jímavými, postranními kořínky. Bulva je kuželovitý skladovací orgán živin, má hruškovitý tvar, je nažloutlá až hnědočervená a bývá dlouhá 10 až 14 cm a v průměru mívá 3 až 5 cm, horní stranu má plochou a na spodní straně je dlouze protáhlá.
Stonek s květy je asi 15 cm vysoký a na jeho vrcholu vyrůstá rozvětvené hroznovité květenství. Drobné, oboupohlavné, nazelenalé květy jsou velké jen asi 2 mm. Střechovitě uspořádaný kalich má čtyři volné, zelené lístky s bílým lemem. Korunu tvoří čtyři volné, nazelenalé, na konci nazpět ohnuté lístky. V květu jsou dvě plodné tyčinky se žlutými vejčitými prašníky a čtyři tyčinky zakrslé, sterilní. Gyneceum je synkarpní, ze dvou plodolistů složený semeník je dvoudílný. Květy jsou samosprašné.
Plody jsou dvoudílné šešule obsahující drobná, vejčitá, oranžová nebo hnědá semena velká jako semena mrkve. Do doby setí se uchovávají v suchu. Rostlina je oktoploidní, x = 8.

## Pěstování
Rozmnožuje se výhradně ze semen, která nejsou dormantní a vyklíčí při teplotě 25 °C a dostateční vlhkosti asi za týden. Semena smíchaná s pískem se vysévají na konci zimy nebo počátkem jara, kdy končí mrazy a začíná období dešťů, na jižní polokouli od září do listopadu. Během osmi až devíti měsíců narostou listy i bulvy a rostliny určené ke konzumaci se v květnu až červenci sklízejí, vnější listy růžice jsou tehdy uvadlé a vnitřní zůstaly zelené. Současný průměrný výnos při ručním obhospodařování je asi 3 t/ha, s využitím techniky a při lepší výživě je možno dosáhnout až 20 t/ha.
Rostliny nesklizené a ponechané v půdě vytvoří z rozrostlé růžice za další čtyři až šest měsíců krátkou lodyhu s květy, které rozkvetou v říjnu neb listopadu. V prosinci a únoru listy na rostlině uschnou a dozrají šešule se semeny, která slouží pro výsev v dalším vegetační sezóně. V oblasti And je pěstováno až 10 kultivarů s různě zbarvenými bulvami.

## Význam
Řeřichy peruánské se pěstují pro nevelké bulvy, které jsou u domorodých obyvatel tradiční součásti stravy i léčebnými prostředky. Konzumují se čerstvé vařené nebo pečené v popelu, často se nastrouhají, usuší a mohou se skladovat i několik let. Pak se rozvaří ve vodě nebo mléku na kaši, také se z nich vyrábí kvašený napoj „maca chica“.
Sušená má výživnou hodnotu srovnatelnou s kukuřicí, pšenicí i rýží. Má přes 60 % sacharidů, 10 % bílkovin ve formě polypeptidů a aminokyselin, vlákninu a lipidy. Obsahuje také vápník, draslík, železo, jod, fosfor, zinek, vitamíny B, vitamín C, mastné kyseliny (linolová, palmitová a olejová), alkaloidy, třísloviny i saponiny a obsahuje devět esenciálních aminokyselin.
V peruánském lékařství byly používány k léčbě anémie, tuberkulózy, menstruačních poruch, symptomů menopauzy, rakoviny žaludku, sterility i mužské potence. V poslední době dosahuje „maka“ v oblastech mimo And velké popularity. Prodává se ve formě tablet nebo bylinných extraktů z rozemletých bulev jako afrodisiakum, pro zvýšení plodnosti a sexuální výkonnosti, k dosažení hormonální rovnováhy i na všeobecnou podporu imunity.